# Sebastian Jung
Sebastian Jung (Königstein, Hesse, 22 de junio de 1990) es un futbolista alemán que juega como defensa en el Karlsruher S. C. de la 2. Bundesliga de Alemania.

## Clubes
| Club                | País     | Año       | Partidos | Goles |
| ------------------- | -------- | --------- | -------- | ----- |
| Eintracht Fráncfort | Alemania | 2009-2014 | 164      | 5     |
| VfL Wolfsburgo      | Alemania | 2014-2019 | 55       | 0     |
| Hannover 96         | Alemania | 2019-2020 | 10       | 0     |
| Karlsruher S. C.    | Alemania | 2020-     | 104      | 4     |

## Palmarés

### Campeonatos nacionales
| Título                | Club           | País     | Año  |
| --------------------- | -------------- | -------- | ---- |
| Copa de Alemania      | VfL Wolfsburgo | Alemania | 2015 |
| Supercopa de Alemania | VfL Wolfsburgo | Alemania | 2015 |